# Молода Галичина (фестиваль)

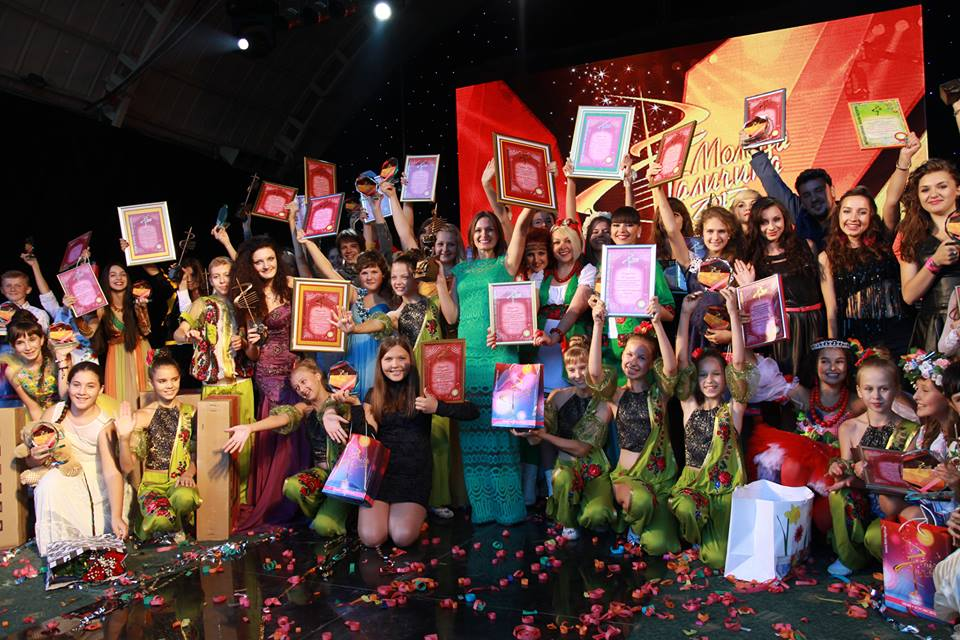
Нагородження переможців фестивалю «Молода Галичина 2013»

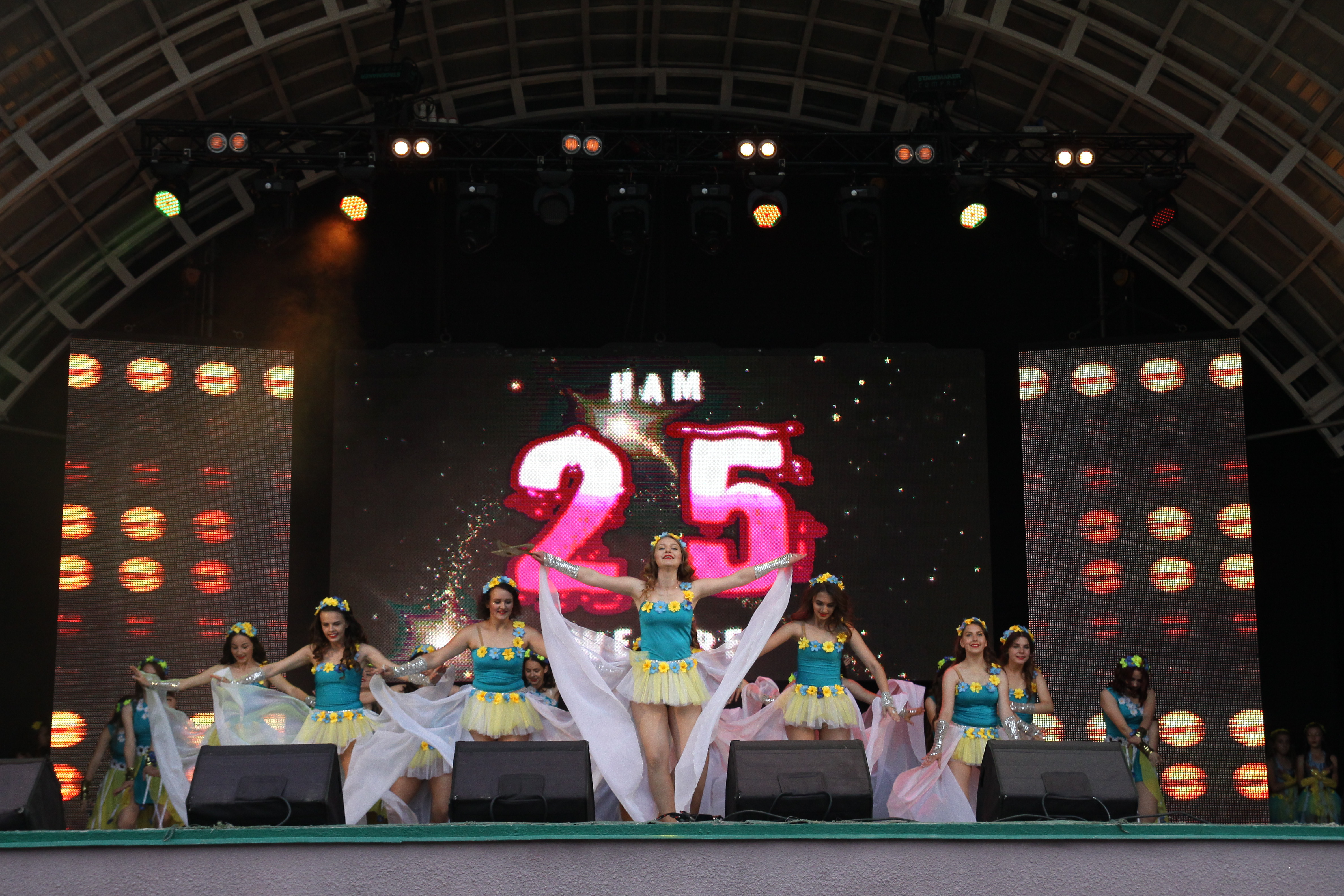
Відкриття фестивалю 2017. «Молодій Галичині» — 25 років!

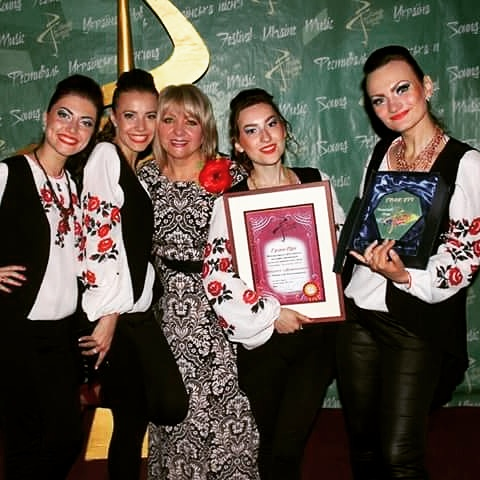
Переможець «Молодої Галичини 2016» — квартет «Діапазон» разом з директором фестивалю — Наталією Коваль

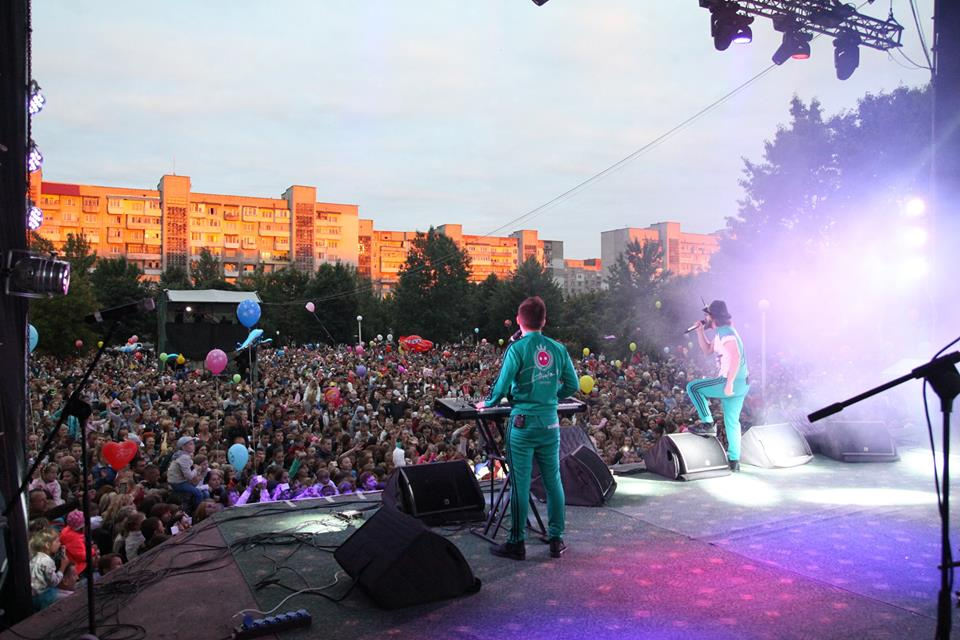
«Дзідзьо» — гість фестивалю «Молода Галичина 2016». Відкриття. Літня фестивальна сцена

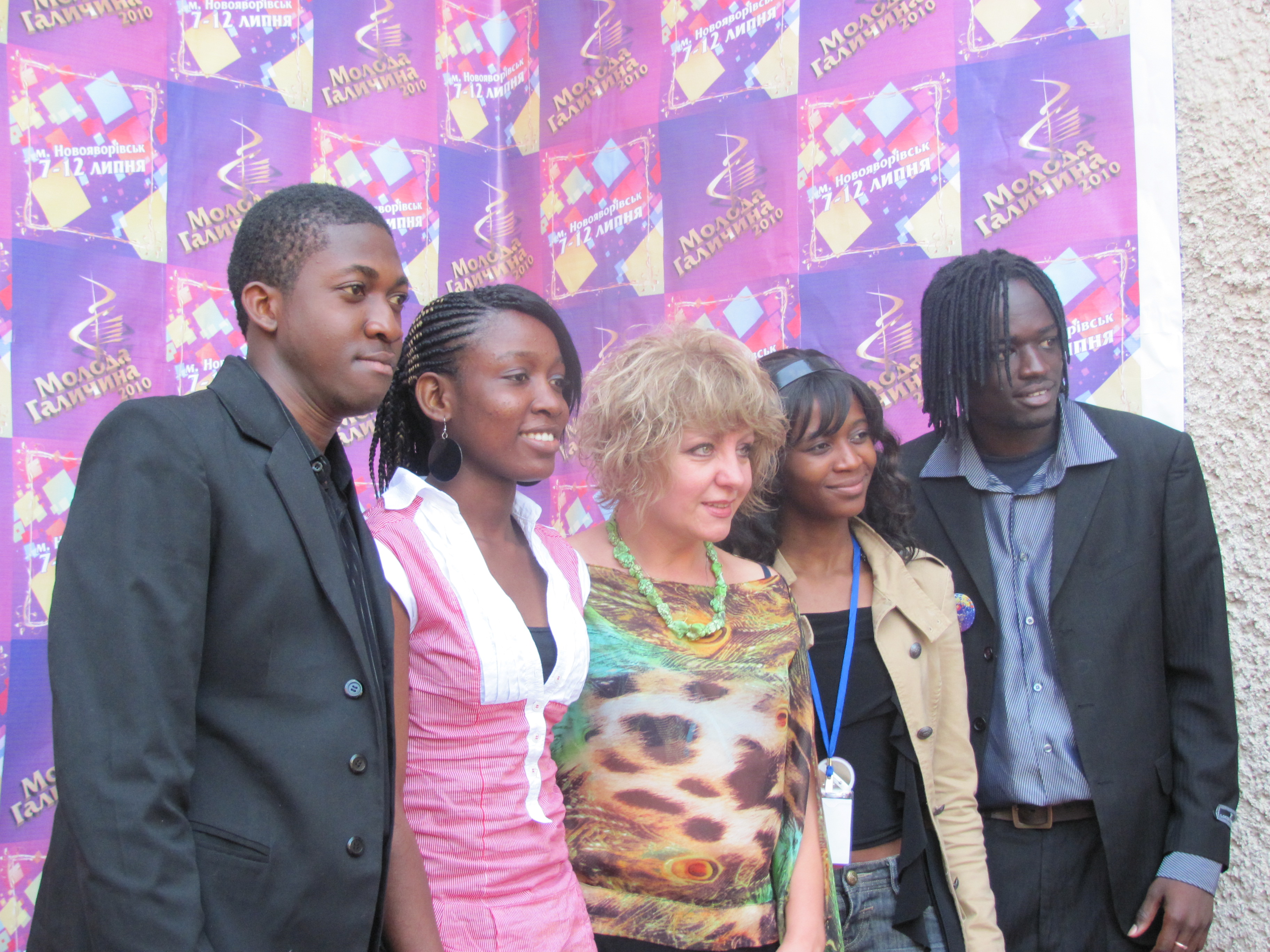
«Молода Галичина 2009». Конкурсанти з Нігерії разом з директором фестивалю.

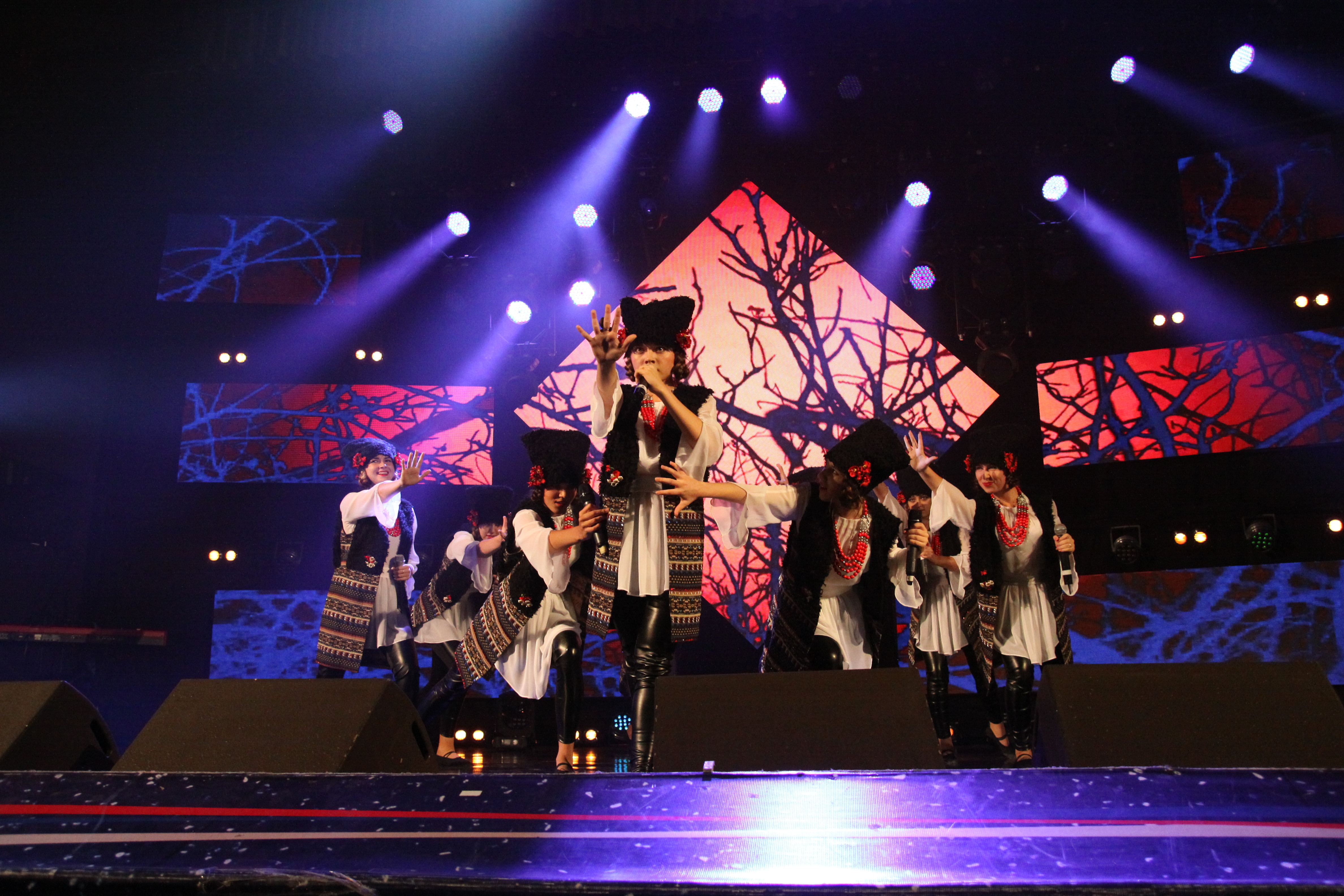
Гурт «Щебетушки» — лауреати 1-ї премії фестивалю «Молода Галичина 2017».

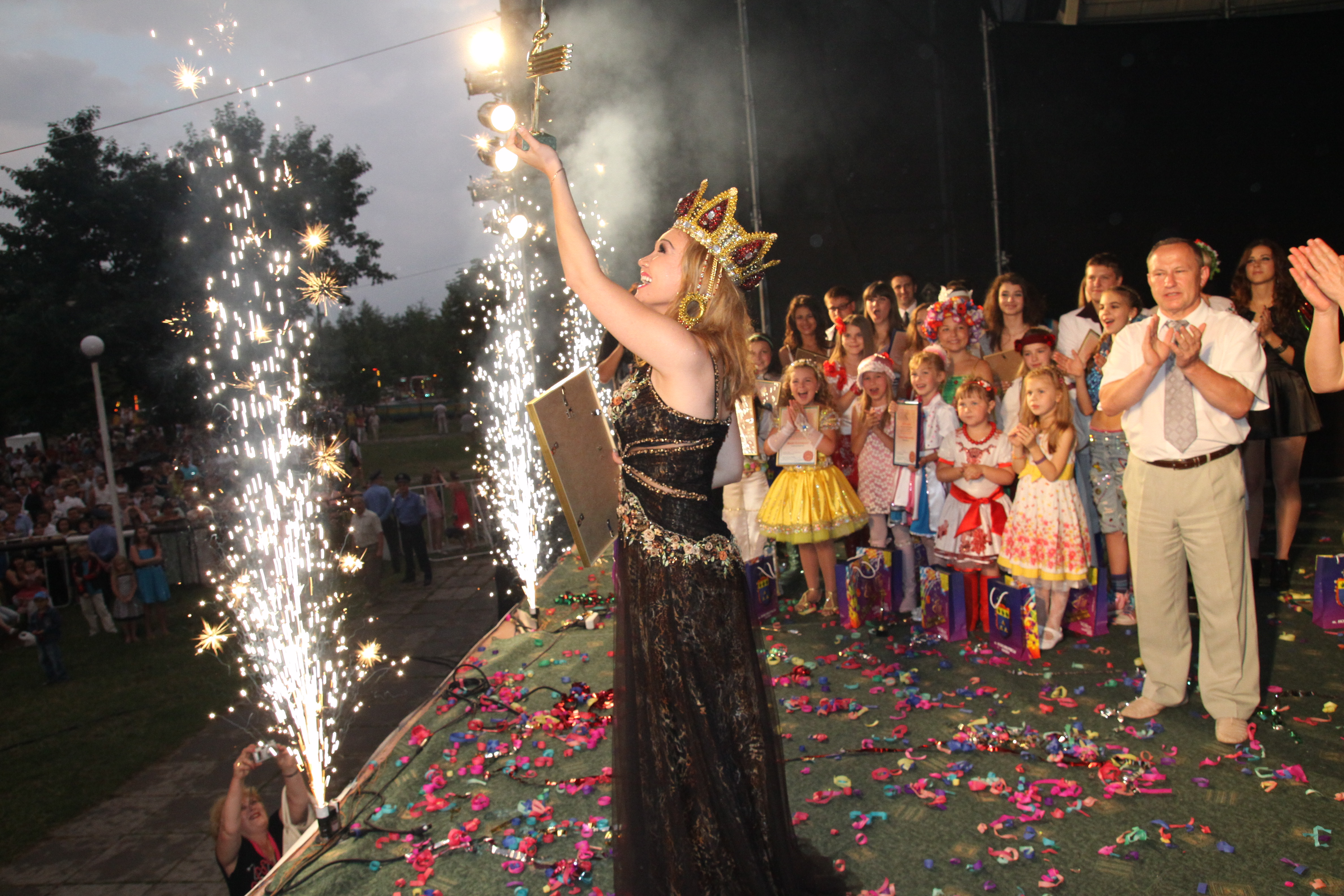
Індіра Сирбай (Казахстан) — володар Гран-Прі фестивалю та тутулу "Міс «Молода Галичина» у 2010 році

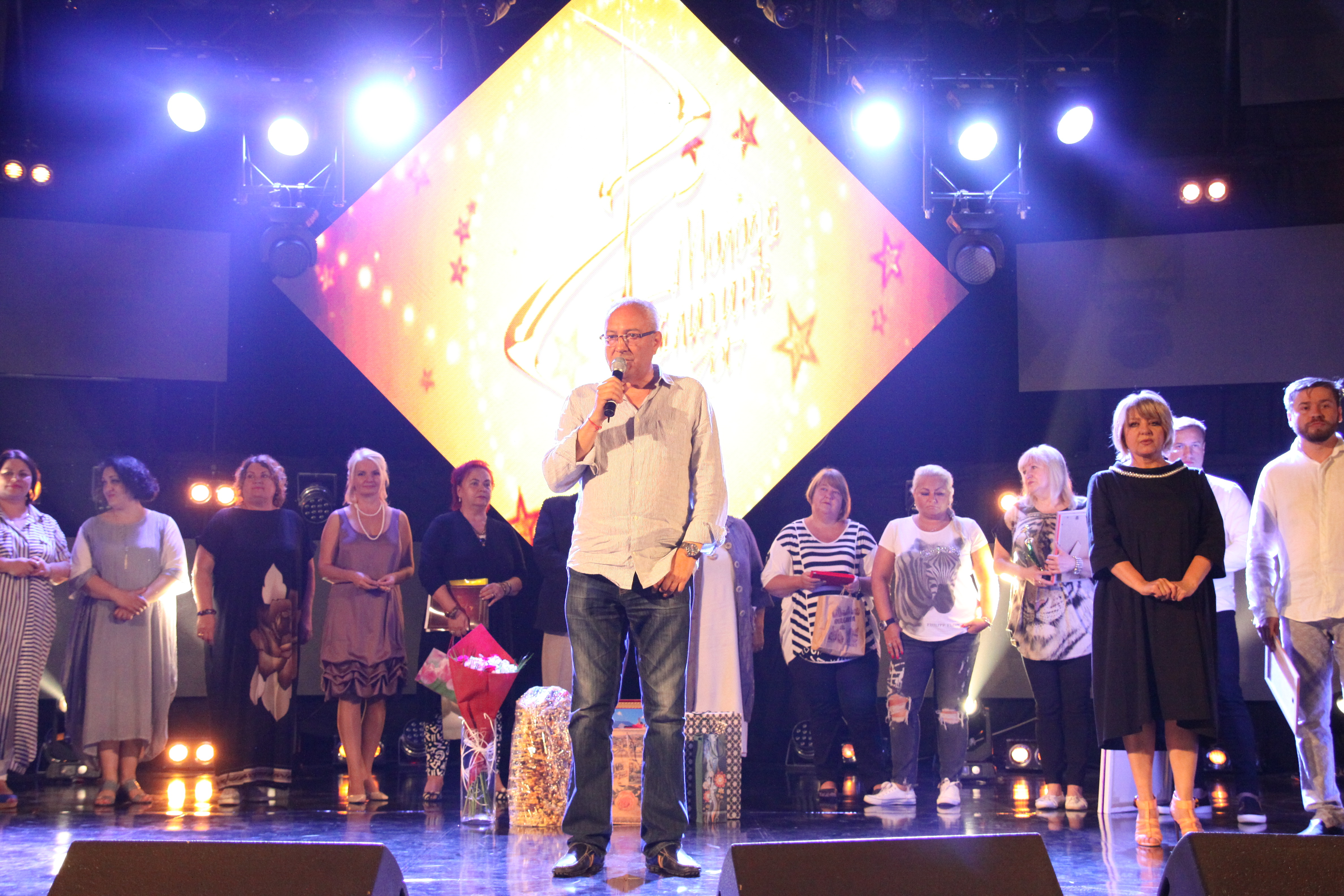
Майстер-клас членів журі фестивалю «Молода Галичина 2017»

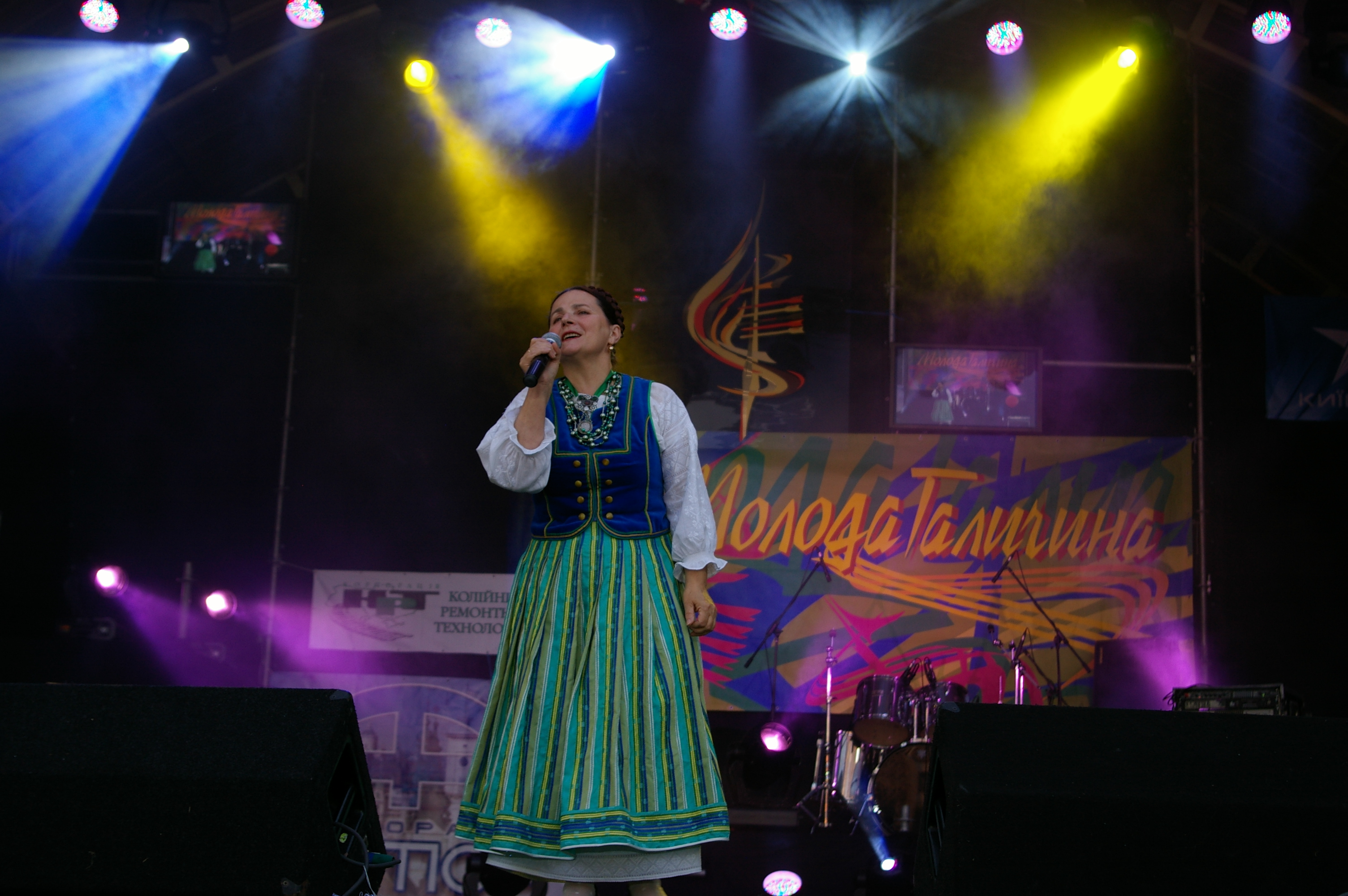
Народна артистка України Ніна Матвієнко на фестивалі «Молода Галичина 2008»

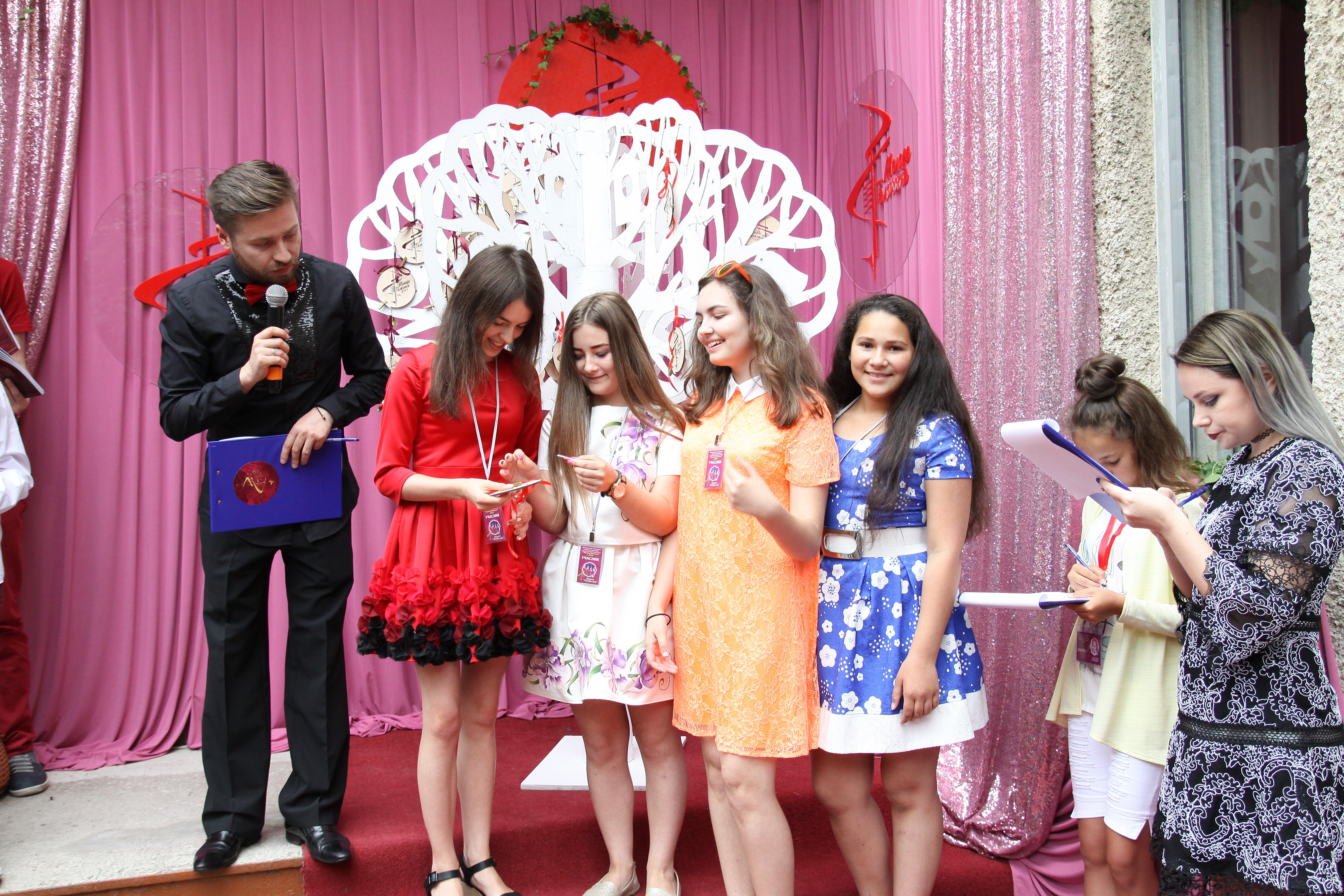
Жеребкування учасників фестивалю «Молода Галичина 2017»

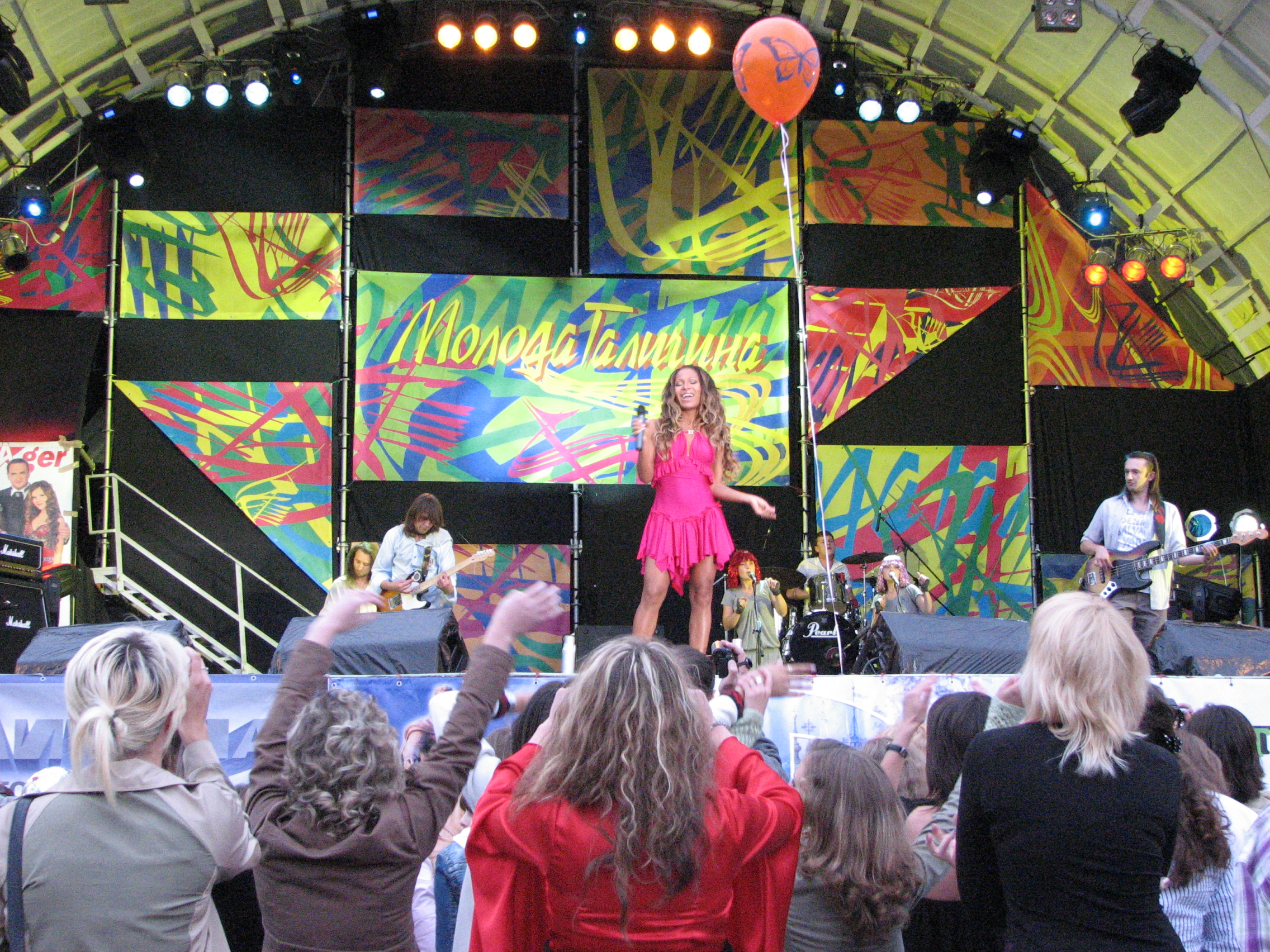
Гайтана — гість фестивалю «Молода Галичина 2007»

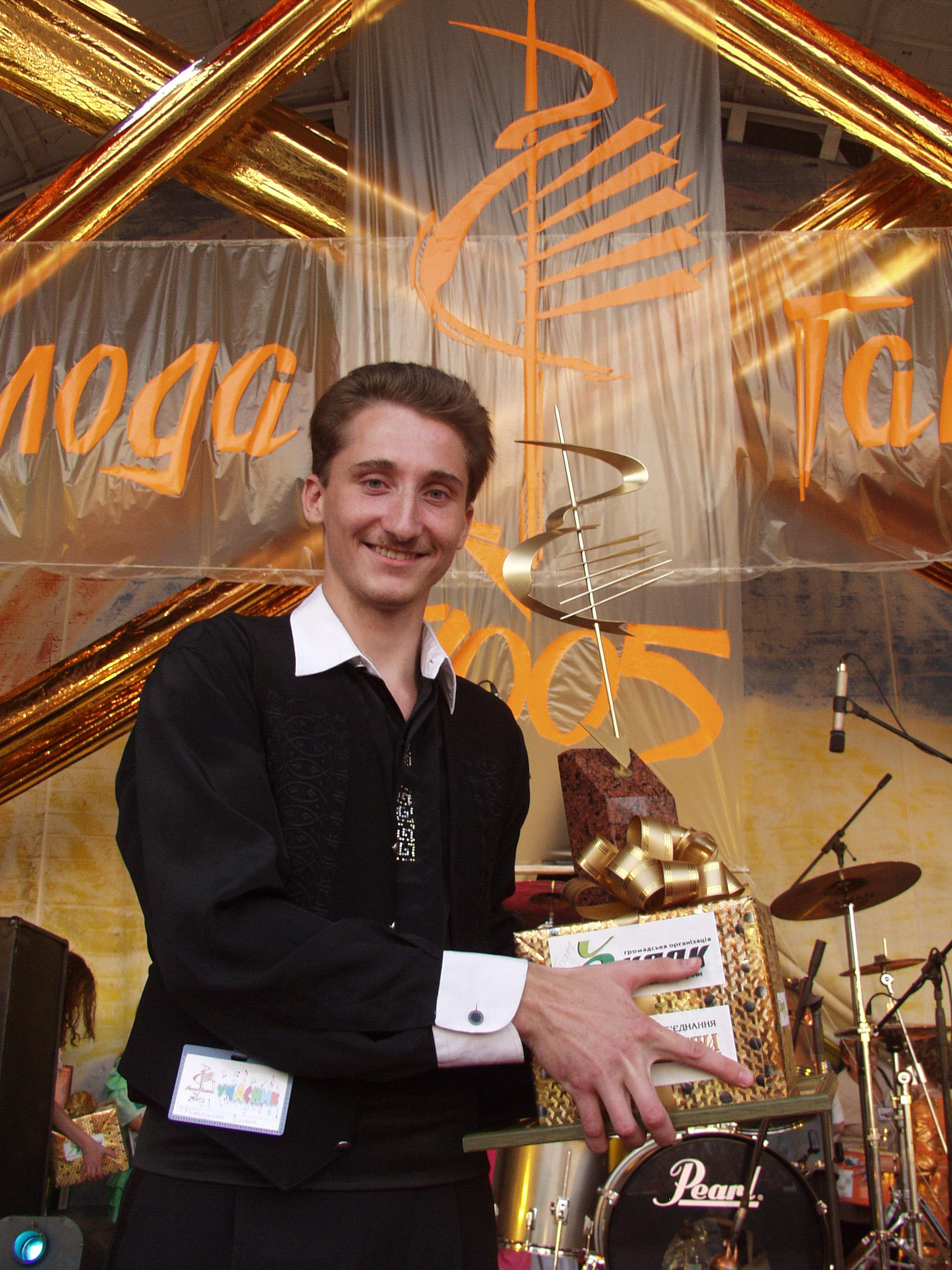
Денис Федоренко (Донецьк) — володар Гран-Прі фестивалю «Молода Галичина 2005»

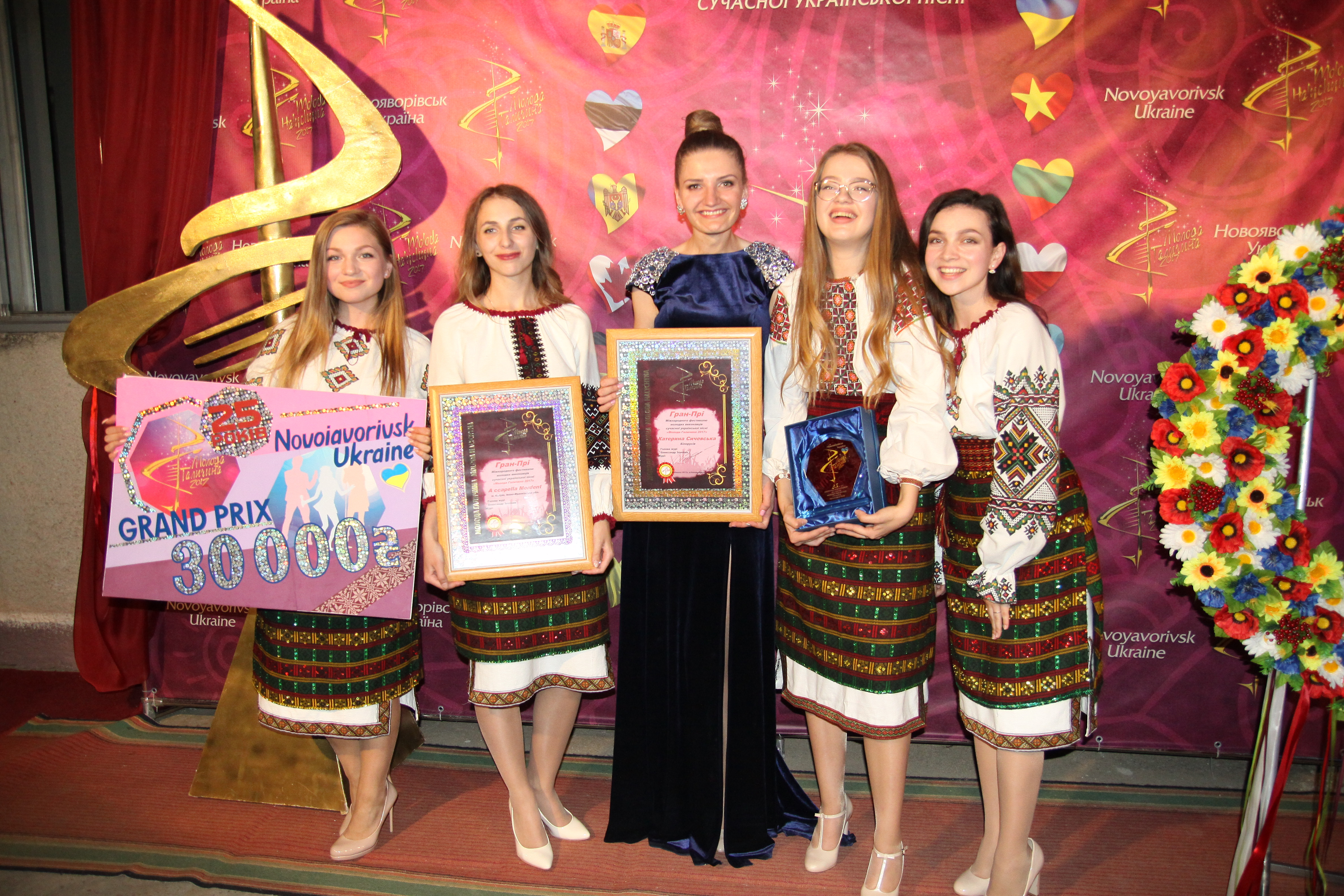
Володарі Гран-Прі 25-го ювілейного фестивалю «Молода Галичина 2017» — Катя Сичевська (Білорусь) та «A Ccapella Modent» (Україна)

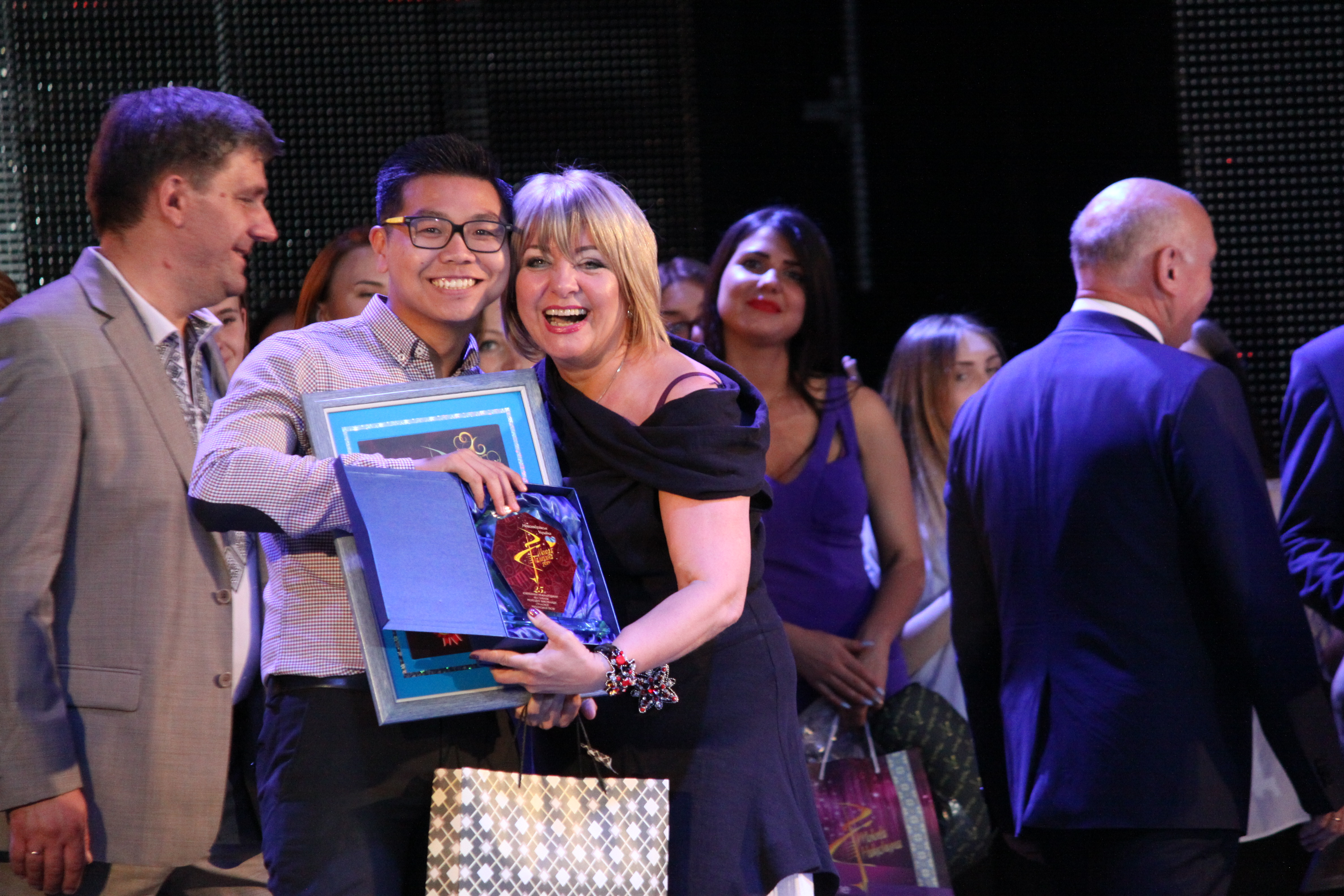
Лауреат 3-ї премії фестивалю «Молода Галичина 2017» — Чан Куок Кхань (В'єтнам) та директор фестивалю Наталія Коваль

Міжнародний фестиваль сучасної української пісні «Молода Галичина» — один з найстарших в Україні фестиваль-конкурс, який щорічно відбувається у місті Новояворівськ, Львівської області з 7 по 12 липня.
Це професійний майданчик для демонстрації вокальної майстерності перед професійним міжнародним журі, що обирає володаря Гранпрі та лауреатів у різних музичних жанрах та вікових категоріях. Зазвичай, у конкурсній програмі бере участь близько сотні молодих співаків з різних країн світу віком від 10-ти до 25-ти років.
Унікальність фестивалю в тому, що в конкурсному відборі усі учасники виконують одну обов'язкову пісню українською мовою, незалежно від країни, яку вони представляють. Ця особливість є водночас і філософією фестивалю, що орієнтована утверджувати статус української мови та національної культури, популяризувати сучасну українську пісню та самобутнє українське мистецтво в різних державах світу, а разом з тим, сприяти взаємозбагаченню національних культур інших народів, вивчати сучасне естрадне пісенне мистецтво світу, здійснювати культурні обміни та примножувати позитивний імідж українського естрадного молодіжного мистецтва.

## Історія фестивалю
Міжнародний фестиваль «Молода Галичина» вперше відбувся у 1992 році як регіональний конкурс вокалістів під назвою «Ура! Новояворівськ». Місцем проведення став новояворівський Палац культури «Кристал», де фестиваль відбувається дотепер. У 1994-му отримав своє нинішнє ім'я та поштовх в розвитку завдячуючи керівникові Яворівського району Степану Лукашику; у 1996-му здобув статус всеукраїнського фестивалю; у 2007-му — став міжнародним.
Директор фестивалю та ідейний натхненник — Наталія Коваль — заслужений діяч мистецтв України, член журі багатьох міжнародних конкурсів та фестивалів, член Ділової жіночої палати України.
У свій час володарями Гран-Прі та лауреатами «Молодої Галичини» стали відомі нині українські виконавці — народна артистка України Наталія Бучинська, Тіна Кароль, заслужені артисти України — Катерина Бужинська, Наталка Карпа, виконавиця Міка Ньютон, композитори — Тимур Усманов, Руслан Талабіра, співачки Анастасія та Вікторія Петрик. Чимало лауреатів «Молодої Галичини» стали учасниками та фіналістами телевізійних музичних шоу — квартет «Діапазон», Шмагі, Катерина Рибак, Ян Костирко, Тетяна Олексієнко.
Щороку фестиваль приймає відомих українських композиторів та поетів, популярних артистів та митців, серед яких: Ніна Матвієнко, Василь Зінкевич, Руслана, Ані Лорак, Гайтана, Олександр Пономарьов, Анатолій Матвійчук, Піккардійська терція, Скрябін, Друга ріка, Mad Heads, ТіК, Скай, Юлія Лорд, Антитіла, Альоша, Дзідзьо та інші.

## Організатори фестивалю
- Львівська обласна державна адміністрація
- Львівська обласна рада
- Яворівська районна державна адміністрація
- Яворівська районна рада
- Новояворівська міська рада
- Громадська Організація "Фестиваль «Молода Галичина»
- Палац культури «Кристал».

## Фестивальна програма
Традиційно, програма міжнародного фестивалю «Молода Галичина» триває 6 днів, з 7-го по 12-те липня.
- 7 липня — прибуття та реєстрація учасників. Урочистий концерт з нагоди відкриття фестивалю за участі зіркових гостей, лауреатів та переможців «Молодої Галичини» попередніх років.
- 8 липня — півфінал усіх вікових категорій та жанрів. Учасники виконують 1-шу завчасно підготовлену конкурсну пісню.
- 9 липня — півфінал усіх вікових категорій та жанрів. Учасники виконують 2-гу завчасно підготовлену конкурсну пісню.
- 10 липня — фінальний тур усіх вікових категорій та жанрів. Учасники виконують одну пісню на свій розсуд. Розважальна шоу-програма «Міс „Молода Галичина“».
- 11 липня — майстер-класи вокальних педагогів. Підсумкова зустріч членів журі фестивалю з учасниками, батьками та викладачами. Веселий концерт від членів журі.
- 12 липня — екскурсійні програми та розваги. Запис інтерв'ю для телевізійних каналів. Урочиста церемонія нагородження лауреатів фестивалю та заключний гала-концерт з участю зірок української та зарубіжної сцени.

## Конкурсний відбір
До участі в конкурсній програмі фестивалю допускаються учасники віком від 10-ти до 25-років включно. Учасники завчасно готують для конкурсної програми 2-3 пісні, одна з яких, обов'язково українською мовою. Виконання музичних творів відбувається наживо під «мінусову» фонограму без унісонних партій.
Відбір учасників відбувається за три етапи:
1. анкетні дані і «плюсові» демо-версії вокальних композицій претенденти відсилають в оргкомітет фестивалю через спеціальну форму на сайті «Молодої Галичини» — заявка на участь [Архівовано 10 жовтня 2017 у Wayback Machine.]. Після прослуслуховування оргкомітет фестивалю надсилає учасникові офіційне запрошення до участі.
2. півфінал. 1-шу та 2-гу пісні учасники виконують протягом двох конкурсних днів, відповідно. Результат оцінювання журі базується на таких критеріях: вокальні дані, володіння голосом, сценічний образ, цілісність репертуару, сценічна подача композиції. Після кожного конкурсного дня журі оголошує про результати відбору півфіналістів.
3. фінал. Учасники, на свій розсуд, обирають пісню для виконання із раніше підготованих для фінального туру. Результати фінального туру оголошуються у завершальний день фестивалю, 12 липня, під час урочистої церемонії закриття та є для всіх конкурсантів повною несподіванкою. Серед фіналістів журі обирає дипломантів, лауреатів 1,2,3-ї премій та головного переможця — володаря Гранпрі.

## Журі та оцінювання
Голова міжнародного журі фестивалю — народний артист України, ректор у Київський інститут музики імені Рейнгольда Глієра, композитор — Олександр Злотник.
До складу журі, зазвичай, входять близько 15-ти спеціалістів різних музичних напрямків. Серед постійних членів журі фестивалю «Молода Галичина»:
- Мар'ян Шуневич — Народний артист України, співак (Україна)
- Ірма Гвініашвілі — педагог, продюсер (Грузія)
- Юрій Антонюк — композитор, аранжувальник, завідувач естрадним відділом Львівського ДМУ ім. С. Людкевича (Україна)
- Лариса Довят — викладач вокалу, продюсер, співачка (Білорусь)
- Людмила Ложкіна — старший викладач Слов'янського Університету (Молдова)
- Дойна Елена Берту — продюсер, директор міжнародного фестивалю «Золотий дельфін» (Румунія)
- Нургалі Турлибеков — співак (Казахстан).

## Переможці
- 1992 рік — Лілія Ваврин, м. Львів
- 1993 рік — Сніжана Грачова, м. Львів
- 1994 рік — Володимир Окілко, м. Новояворівськ, Львівська обл.
- 1995 рік — Валерія Поліщук, м. Львів
- 1996 рік — Руслан Талабіра, м. Ужгород
- 1997 рік — Катерина Бужинська, м. Київ
- 1998 рік — Наталія Пихтіна, м. Донецьк
- 1999 рік — Михайло Хома (Дзідзьо), м. Новояворівськ, Львівська обл.
- 2000 рік — Оксана Грицай (Міка Ньютон), м. Бурштин, Ів.-Франківська обл.
- 2001 рік — Юлія Сіренко, м. Южноукраїнськ, Миколаївська обл.
- 2002 рік — Тимур Усманов, м. Фастів, Київська обл.
- 2003 рік — Марта Мальська, м. Червоноград, Львівська обл.
- 2004 рік — Марта Малишняк[12], смт. Зимна Вода, Львівська обл.
- 2005 рік — Денис Федоренко, м. Донецьк
- 2006 рік — В'ячеслав Марчук, м. Могилів-Подільський, Вінницька обл.
- 2007 рік — Катерина Терещенко, м. Біла Церква, Київська обл.
- 2008 рік — Ана Гібрадзе, м. Тбілісі, Грузія
- 2009 рік — Аліна Башкіна, м. Донецьк
- 2010 рік — Індіра Сирбай[13], м. Астана, Казахстан
- 2011 рік — Вікторія Петрик, с. Нерубайське, Одеська обл.; Анна Твердоступ, м. Кіровоград
- 2012 рік — Муратбек Хайролда, м. Астана, Казахстан
- 2013 рік — Маргарита Мелешко, м. Миргород, Полтавська обл.
- 2015 рік — Юлія Сидорук, м. Київ
- 2016 рік — Квартет «Діапазон», м. Переяслав, Київська обл.[9]
- 2017 рік — Катерина Сичевська, Білорусь; «A Caapella Modent», м. Калуш, Івано-Франківська обл.
- 2018 рік — Анастасія Ситнік, м. Харків
- 2019 рік — Куаниш Ерзатоли, м. Нур-Султан, Казахстан